# Б68 Тофтір
«Б68» — фарерський футбольний клуб з селища Тофтір. Заснований у 1962 році.

## Досягнення
- Чемпіон Фарерських островів (3): 1984, 1985, 1992
- Трофей FSF (1): 2005

## Виступи в єврокубках
| Сезон   | Турнір              | Раунд |           | Суперник          | Результат |
| ------- | ------------------- | ----- | --------- | ----------------- | --------- |
| 1993–94 | Ліга чемпіонів УЄФА | Q     | Хорватія  | Кроація (Загреб)  | 0–5, 0–6  |
| 1996    | Кубок Інтертото     | 1     | Австрія   | ЛАСК (Лінц)       | 0–4       |
| 1996    | Кубок Інтертото     | 1     | Кіпр      | Аполлон (Лімасол) | 1–4       |
| 1996    | Кубок Інтертото     | 1     | Німеччина | Вердер            | 0–2       |
| 1996    | Кубок Інтертото     | 1     | Швеція    | Юргорден          | 1–5       |
| 2001    | Кубок Інтертото     | 1     | Бельгія   | Локерен           | 2–4, 0–0  |
| 2002    | Кубок Інтертото     | 1     | Швейцарія | Санкт-Галлен      | 1–5, 0–6  |
| 2004–05 | Кубок УЄФА          | 1Q    | Латвія    | Вентспілс         | 0–3, 0–8  |